# Паратхеквондо
Паратхеквондо (зустрічаються варіанти написання «пара-тхеквондо», «пара тхеквондо») — змагальний розділ тхеквондо, призначений для спортсменів з інвалідністю.

## Історія
16 жовтня 2013 року Всесвітня федерація тхеквондо була визнанаМіжнародним паралімпійським комітетом. 31 січня 2015 року було прийнято рішення про включення виду спорту до програми літніх Паралімпійських ігор 2020 року, які пройдуть в Токіо у 2021 році.

## Паракьоругі (спаринг)
У розділі кьоругі у паратхеквондо заборонені удари ногами в голову (на відміну від олімпійського тхеквондо) та відрізняється система оцінки ударів. За удар в корпус дають 1 бал, за удар з розвороту додають 2 бали, а удар рукою в корпус оцінюється у 1 бал. За умови рівного рахунку після 3-го раунду проводиться 4-й раунд — допоки один зі спортсменів не набере два бали.

### Категорії спортсменів
У паратхеквондо спортсмени з інвалідністю поділяються на чотири категорії: 
- К41 (A5) — Двостороння ампутація від плеча або дісмелія;
- К42 (A6) — Одностороння ампутація вище ліктя, двостороння ампутація або дісмелія;
- К43 (A7) — Двостороння ампутація від/або нижче ліктя або дісмелія;
- К44 (A8) — Одностороння ампутація кисті або дісмелія, одностороння ампутація стопи, порушення роботи м'язів, будови кістки, параліч.

## Парапхумсе (формальні комплекси)
Пхумсе являють собою набір рухів, що виконуються у визначеній послідовності, певному темпі та з певною швидкістю. Найбільш важливими критеріями в оцінці виконання є концентрація, сила, швидкість, потужність, а також правильність, точність і чіткість.
У 2013 році комітетом з Паратхеквондо було прийнято рішення розробити правила та розпочати проведення змагань у розділі Пхумсе для спортсменів з неврологічними порушеннями, інтелектуальними порушеннями або з порушеннями зору та іншими особливостями. Таке рішення було прийняте після отримання рекомендацій від Міжнародної асоціації спорту та відпочинку церебрального паралічу (CPISRA) та Міжнародної федерації спорту для осіб з інтелектуальною інвалідністю (INAS). В Україні регулярно проводяться змагання з парапхумсе, наші спортсмени беруть участь у міжнародних змаганнях. Змагання проводяться як по олімпійській системі (учасник вибуває після першої ж поразки), так і по круговій (вибуває після двох поразок).

### Категорії спортсменів
- P10 — Значні вади зору або сліпота (Visual Impairment)
- P20 — Інтелектуальні порушення (Intellectual Disability)
- P30 — Порушення опорно-рухового апарату (Physical Impairments)
- P50 — Частковий параліч та інші порушення руху (W/C Classes)
- P60 — Значне порушення слуху або глухота (Deaf)
- P70 — Низькорослість та пов'язані порушення (Short Stature)